# Garri Kasparov
Garri Kimovič Kasparov, nato Vajnštejn (in russo Га́рри Ки́мович Каспа́ров?, IPA: [ˈɡarʲɪ ˈkʲiməvʲɪtɕ kɐˈsparəf]; Baku, 13 aprile 1963), è uno scacchista e attivista sovietico naturalizzato croato, di origine russa, azera e armena, con cittadinanza russa fino al 2014.
Grande maestro, fu campione del mondo dal 1985 al 2000. Avendo conquistato il titolo a 22 anni e 210 giorni è stato il più giovane fino a quel momento ad aver ottenuto il titolo iridato assoluto. In virtù della lunga scia di vittorie e di conferme come campione del mondo, è considerato uno dei migliori giocatori della storia degli scacchi. È inoltre stato il primo a superare la soglia dei 2800 punti Elo.
Da quando si è ritirato dagli scacchi, Kasparov ha dedicato il suo tempo alla scrittura e alla politica. La sua serie di libri My Great Predecessors, pubblicata per la prima volta nel 2003, descrive in dettaglio la storia e le partite dei giocatori di scacchi campioni del mondo che lo hanno preceduto. 
Ha formato il movimento Fronte Civile Unito, è stato membro dell'Altra Russia (una coalizione che si opponeva all'amministrazione e alle politiche di Vladimir Putin) ed è tra i fondatori di Solidarnost. Nel 2008 ha annunciato l'intenzione di candidarsi alla corsa presidenziale russa di quell'anno, ma dopo aver riscontrato problemi logistici nella sua campagna, per i quali ha accusato "l'ostruzione ufficiale", si è ritirato. Dopo le proteste di massa russe iniziate nel 2011, nel giugno 2013 ha annunciato di aver lasciato la Russia a causa della persecuzione in atto nei suoi confronti da parte del governo. Ha vissuto a New York con la sua famiglia. Nel 2014 ha ottenuto la cittadinanza croata e ha mantenuto la residenza a Podstrana vicino a Spalato. Kasparov è stato presidente della Human Rights Foundation dal 2011 al 2024  e nel 2017 ha fondato la Renew Democracy Initiative (RDI), un'organizzazione politica americana che promuove e difende la democrazia liberale negli Stati Uniti e all'estero. È anche membro del Forum Russia Libera, che supporta l'Ucraina dopo l'aggressione del 2022. Dal 2024 è considerato un ricercato internazionale da parte del governo russo.

## Biografia
Nasce nel 1963 a Baku, capitale dell'allora Repubblica Socialista Sovietica Azera, da padre ebreo, Kim Moiseevič Vajnštejn, e da madre armena. Il padre gli insegna il gioco degli scacchi, dei quali il giovane Garri si rivela un prodigio già all'età di 6 anni. Il padre di Garri muore nel 1971 all'età di 39 anni: per evitare discriminazioni, sua madre gli cambia il cognome da Vajnštejn a Kasparov, russificazione del suo cognome da nubile Kasparjan.

## Stile di gioco
(Bruce Pandolfini)
Lo stile di gioco dell'ex campione del mondo in tutta la sua carriera è stato profondamente caratterizzato dal dinamismo e dall'aggressività sulla scacchiera. Kasparov accettava volentieri il rischio di esporsi al controgioco avversario, se aveva, come compenso, la possibilità di condurre un attacco con buone probabilità di successo. Il suo repertorio di aperture era vasto e orientato verso varianti che lasciano probabilità di vittoria, anche di Nero, con il quale preferiva la difesa siciliana e la difesa Grünfeld.

## Carriera

### Giovanili

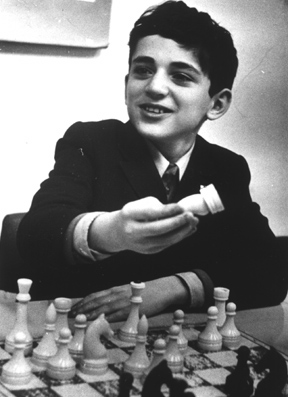
Kasparov a 11 anni

All'età di 7 anni Kasparov iniziò a frequentare il Palazzo dei giovani Pionieri di Baku, venendo notato alcuni anni dopo da Michail Botvinnik che gli permise, all'età di 10 anni, di studiare nella propria scuola di scacchi, affidandolo al maestro Vladimir Makogonov. Makogonov fu fondamentale nello sviluppo del talento posizionale del piccolo Kasparov e gli insegnò a giocare al meglio la difesa Caro-Kann e il gambetto di donna rifiutato.
Nel 1976 Kasparov vinse nettamente il campionato sovietico Junior a Tbilisi con il risultato di 7 punti su 9 partite. L'anno seguente il giovane Garri si confermò campione con un punteggio ancora superiore: 8½ su 9. Durante questo periodo veniva allenato da Aleksandr Šakarov.
Nel 1978 gli fu concesso, in via del tutto eccezionale in virtù dei suoi brillanti risultati giovanili, di partecipare al Sokolsky Memorial tournament a Minsk, un torneo riservato a categorie maggiori. Con grande sorpresa di tutti il giovane scacchista riuscì a vincere il torneo, e lo stesso Kasparov anni dopo dichiarerà che quel torneo fu il punto di svolta della sua vita e lo persuase definitivamente a diventare un professionista degli scacchi. Lo stesso anno vinse anche un torneo di 64 giocatori a Daugavpils, ottenendo in questo modo un posto per partecipare al prestigioso campionato sovietico di scacchi (il più giovane di sempre a riuscirci), potendo quindi giocare per la prima volta con i migliori giocatori del mondo.
L'ascesa di Kasparov fu rapidissima e apparentemente inarrestabile, nel 1979 partecipò come sostituto di Viktor Korčnoj al torneo di alto livello di Banja Luka e vinse tra lo stupore di tutti. L'anno seguente divenne grande maestro vincendo il Campionato del mondo juniores di scacchi e partecipò per la prima volta alle olimpiadi degli scacchi come seconda riserva. In quella edizione vinse l'oro a squadre con la nazionale sovietica e il bronzo come seconda riserva con il punteggio di 9,5/12.

### Scalata al titolo mondiale

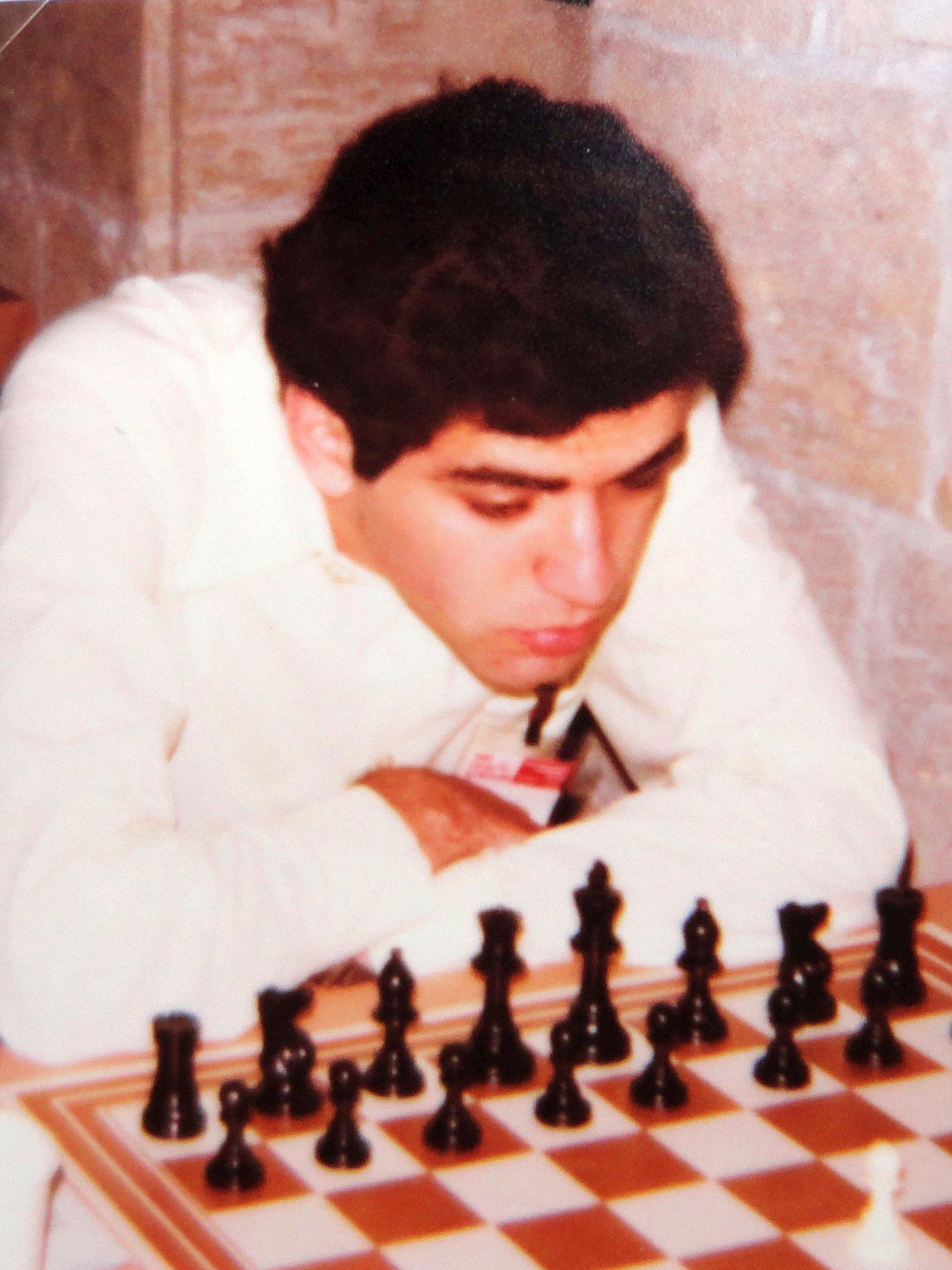
Nel 1980 a Malta durante le Olimpiadi

Dopo una carriera giovanile considerata come una delle più brillanti di sempre Kasparov iniziò a competere con i migliori giocatori del mondo. Nel campionato sovietico del 1981 si impose (a pari merito con Lev Psachis) su tutta la vecchia guardia sovietica e l'anno seguente a Bugojno vinse il primo torneo di altissimo livello, grazie a questi risultati vinse per la prima volta l'Oscar degli scacchi.
Per via degli strabilianti risultati Garri affronta l'interzonale di Mosca con gli occhi di tutto il mondo scacchistico puntati addosso e non delude le aspettative aggiudicandosi il torneo con il punteggio di 10 su 13 davanti ad Oleksandr Beljavs'kyj e l'ex campione del mondo Michail Tal' (il torneo vide anche la partecipazione tra gli altri di Juchym Heller e Larry Christiansen). Questa vittoria lo qualifica di diritto al torneo dei candidati all'età di 19 anni, seconda persona più giovane di sempre (Bobby Fischer nel 1958 aveva 15 anni), e lo porta al secondo posto della classifica mondiale di punteggio Elo (dietro il campione del mondo Anatolij Karpov).
Nei quarti di finale incontra nuovamente Oleksandr Beljavs'kyj, imponendosi per 6-3 (quattro vittorie e una sconfitta). In semifinale avrebbe dovuto recarsi a Pasadena per giocare contro Viktor Korčnoj, ma la federazione sovietica fece pressioni affinché Kasparov (ragazzo dal carattere notoriamente irrequieto e distante dal partito) non si recasse negli USA, pertanto il giovane giocatore fu costretto a perdere per forfait. Korčnoj si dimostrò un giocatore assai sportivo acconsentendo che il match venisse giocato a Londra. Viktor vinse la prima partita ma in seguito Garri ribaltò il risultato vincendo quattro incontri e portando a casa il match per 7-4. Lo stesso anno vinse anche il forte torneo di Nikšić con il punteggio di 11/14. A fine anno vinse per la seconda volta consecutiva l'Oscar degli scacchi.
Grazie a questi risultati nel gennaio del 1984 Kasparov superò Karpov come punteggio Elo e divenne il giocatore numero 1 del mondo, il più giovane di sempre (il record verrà superato 12 anni dopo da Vladimir Kramnik). In quell'anno affrontò anche l'anziano ex campione del mondo Vasilij Smyslov a Vilnius per la finale del torneo dei candidati. Anche qui Kasparov diede prova di grande autorità sconfiggendo Smyslov per 8,5-4,5 con quattro vittorie e nessuna sconfitta. Quello stesso anno si iscrisse al Partito Comunista dell'Unione Sovietica per placare le polemiche dei suoi oppositori ed evitare che si ripetesse un evento simile a quello che stava per costargli la semifinale del torneo dei candidati contro Korčnoj.

### Campionato del mondo 1984
Già da un paio d'anni tutto il mondo scacchistico immaginava una sfida tra il campione del mondo in carica Anatolij Karpov e il giovane sfidante azero. I due infatti si erano dimostrati di gran lunga i giocatori migliori del periodo e i loro stili di gioco erano totalmente agli antipodi. Karpov era celebre per la sua eccezionale difesa e per il suo gioco passivo e attendista (tipico della scuola sovietica), mentre Kasparov aveva stupito il mondo scacchistico con le sue partite aggressive e le sue continue innovazioni.
L'incontro tra i due iniziò il 10 settembre e cominciò in modo diverso da quello che molti si aspettavano. Infatti Kasparov, a causa forse dell'inesperienza e della paura di perdere, scelse uno stile di gioco eccessivamente passivo e contrario alle sue caratteristiche di attaccante puro che lo avevano reso celebre; il risultato di questa scelta fu che il campione in carica conquistò quattro vittorie nelle prime nove partite. A quel punto Garri cambiò strategia e iniziò a puntare tutto sulla patta, cercando di sfinire l'avversario. Per via di questa strategia furono giocate ben 17 patte consecutive prima che Karpov riuscisse ad imporsi nuovamente portandosi sul 5-0, ad un solo punto dal titolo.
Kasparov, ormai convinto di non avere più nulla da perdere, iniziò ad esprimere un gioco marcatamente offensivo e decisamente a lui più congeniale, che lo portò a vincere la 32ª partita e dopo un'altra lunga sequenza di patte anche la 47ª e la 48ª, portandosi sul 5-3 e riaprendo di fatto l'incontro.
A quel punto accadde l'imprevedibile: l'8 febbraio 1985 il presidente della FIDE, il filippino Florencio Campomanes, convocò una conferenza stampa in cui comunicò la fine del match, senza vincitori né vinti. La decisione fu presa perché l'eccessiva lunghezza della sfida stava creando innumerevoli problemi; dalla salute dei giocatori alla paralisi di tutte le attività dello scacchismo mondiale (l'inizio del nuovo ciclo dei candidati fu rimandato più volte in attesa di conoscere l'esito dell'incontro). Campomanes decise quindi di sospendere il match, consentendo a Karpov di mantenere il titolo, e indire una nuova sfida da tenersi da lì a pochi mesi, con punteggio azzerato e reintroduzione della regola che prevedeva un limite di 24 partite (abolita nel 1975 su richiesta di Bobby Fischer)
Karpov contestò la decisione in quanto riteneva di essere danneggiato dall'azzeramento del punteggio, vedendosi cancellare cinque vittorie contro tre. Tuttavia le polemiche maggiori arrivarono da Kasparov, il quale senza mezzi termini accusò Karpov di fare lacrime di coccodrillo avendo in prima persona complottato con Campomanes la fine anticipata del match una volta resosi conto che rischiava seriamente di perdere. Garri portava a sostegno della sua tesi il fatto che da diverse partite ormai era lui ad avere l'iniziativa del gioco, trovando in Karpov sempre meno resistenza dovuta all'estrema stanchezza; il campione del resto aveva già dato dimostrazione di sopportare molto male la fatica di uno sforzo prolungato nel match del 1978 contro Korčnoj, in cui in vantaggio 5-2 subì la rimonta dello sfidante vincendo poi alla 32ª grazie solo ad un errore dell'avversario. Garri faceva notare inoltre che le ultime due partite le aveva vinte nettamente senza troppa fatica e che se il match fosse continuato avrebbe potuto vincere le tre partite mancanti in breve tempo. Karpov in risposta si disse pronto a continuare la sfida, ma Campomanes fu irremovibile e confermò la fine dell'incontro.

### Campione del mondo assoluto
Il 3 settembre 1985 i due rivali si ritrovarono di fronte alla scacchiera a Mosca, stavolta con regole molto più restrittive. Vince chi per primo totalizza 6 vittorie o 12,5 punti in massimo 24 partite. Con il pareggio il campione conserva il titolo, a Karpov inoltre venne concesso il diritto di chiedere la rivincita in caso di perdita del titolo come compensazione della perdita del vantaggio del match del 1984.
Stavolta Garri giocò subito al meglio delle proprie capacità, e il match fu di gran lunga più emozionante del precedente. Garri vinse la prima partita, poi Karpov recuperò alla quarta e si portò in vantaggio 2-1 alla successiva. Seguirono alcune patte prima che lo sfidante pareggiasse il conto alla 11ª, per poi portarsi in vantaggio 3-2 alla 16ª (giocando quella che tuttora viene considerata una delle migliori partite della storia degli scacchi) e 4-2 alla 19ª, mettendo una seria ipoteca sul titolo. Alla 22ª partita Karpov fece valere la sua classe recuperando un punto e rimandando il verdetto all'ultima partita. Forzato a vincere l'ultima partita, il campione in carica fu costretto ad abbandonare il suo stile prudente e alla fine si arrese. Kasparov vinse partita e titolo mondiale per 13-11 (cinque vittorie a tre).

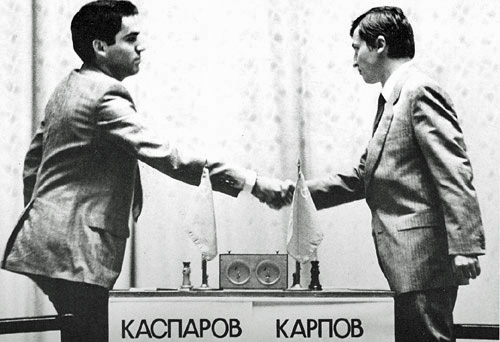
Un momento del Match del 1985

Come da accordi presi in seguito all'interruzione del match del 1984, l'ex campione chiese di disputare una rivincita e la FIDE organizzò pertanto il terzo match in tre anni tra i due giocatori che iniziò il 28 luglio 1986 a Londra e si concluse l'8 ottobre, dello stesso anno, a Leningrado. Durante la sfida Kasparov riuscì a portarsi addirittura sul 4-1 ma Karpov vinse tre partite consecutive riequilibrando la sfida. Anche questo incontro non fu privo di polemiche in quanto dopo la sequenza di tre sconfitte il campione in carica licenziò Evgenij Vladimirov, uno dei suoi secondi, accusandolo di aver venduto al team di Karpov informazioni preziose sulle aperture che aveva studiato e su cui si era allenato appositamente per il match. Garri vinse col bianco la 22ª partita, portandosi sul 5-4, le ultime due partite terminarono patte ed il campione confermò il suo titolo per 12,5-11,5. Prese parte a novembre anche all'Olimpiade di Dubai 1986 come capitano della squadra sovietica, dominando la competizione: vinse sia l'oro a squadre che quello individuale come prima scacchiera, vinse inoltre anche un altro oro per la miglior performance Elo del torneo.
Nel 1987 Kasparov vinse a pari merito il torneo di Bruxelles con 8,5/11. Successivamente si preparò nuovamente per difendere nuovamente il suo titolo mondiale, stavolta si trattava di una edizione programmata, essendo trascorso il ciclo triennale del campionato mondiale del 1984, a differenza delle edizioni 1985 e 1986 che furono competizioni straordinarie. Avversario nella sfida per la corona sarebbe stato per la quarta volta Anatolij Karpov, che nel frattempo aveva vinto 7,5 a 3,5 la finale del torneo dei candidati contro Andrej Sokolov. Il match si giocò a Siviglia tra il 2 ottobre e il 18 dicembre e fu la più drammatica e combattuta tra le loro sfide per il titolo mondiale. Karpov andò due volte in vantaggio e per due volte venne raggiunto, poi Kasparov riuscì a portarsi in testa 3-2 all'undicesima partita. Dopo cinque pareggi Karpov ottenne il 3-3 e tra lo stupore di tutti vinse la penultima partita con i pezzi neri, mettendo una seria ipoteca sul titolo. Nella partita finale Kasparov compì una vera e propria impresa: complicò il gioco e, sfruttando un'imprecisione di Karpov vinse con il bianco. Il risultato finale fu di parità: 12-12, ma, come da regolamento, il titolo restava al campione in carica. Nonostante non si trattasse del primo pareggio nella storia del campionato del mondo in questa occasione si generarono delle controversie, in quanto la forza dei due contendenti era tale che gran parte del mondo scacchistico, tra cui il presidente della FIDE Campomanes, cominciò a valutare l'introduzione di un sistema di spareggio in caso di parità; tuttavia Kasparov fu inamovibile, rifiutando qualsiasi accordo in tal senso.
Nell'Olimpiade di Salonicco 1988 Kasparov riuscì a ripetere il trionfo di due anni prima, conquistando tutti i tre ori a cui poteva aspirare (oro a squadre, individuale in prima scacchiera con il punteggio di 8,5 su 10 e performance Elo). Nello stesso anno si aggiudicò inoltre i tornei di Amsterdam con il punteggio di 9/12, di Belfort con 11,5/15 e il campionato sovietico con 11,5 punti su 17 (a pari merito con l'eterno rivale Karpov). Nel quadriennio 1985-1988 vinse quattro volte su quattro l'oscar degli scacchi, portando il suo totale a 6, prima dell'interruzione del trofeo che durerà fino al 1994. L'anno seguente vinse diversi prestigiosi tornei: a Barcellona, Skellefteå, Belgrado e soprattutto per la prima volta al Torneo scacchistico di Tilburg. Disputò inoltre una sfida in due partite contro il supercomputer Deep Thought, vincendo nettamente entrambe le partite.
Nel 1990 Kasparov vinse per la prima volta il Torneo di Linares e si preparò a difendere nuovamente il suo titolo mondiale. Il suo eterno avversario Karpov dimostrò ancora una volta il proprio vigore e la propria forza affrontando alla pari con gli altri contendenti al titolo il torneo dei candidati (nel 1987 era stato favorito in quanto ex-campione del mondo, qualificandosi direttamente alla finale), vincendolo. I due si affrontarono per la quinta volta in sei anni; la sfida si disputò tra New York e Lione tra l'8 ottobre e il 30 dicembre. Stavolta la sfida, sebbene combattuta, si rivelò meno avvincente delle precedenti, infatti Kasparov si portò sul 4-2 alla ventesima partita. Pattando la 21ª e la 22ª ebbe la certezza di mantenere il titolo (il pareggio lo favoriva in quanto campione), Karpov tuttavia si fece onore vincendo la 23ª partita chiudendo l'incontro con lo scarto minimo di 12,5-11,5.

### L'uscita dalla FIDE e la nascita della PCA

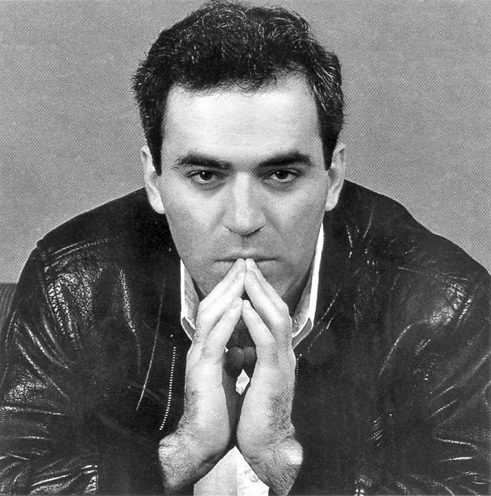
Nel 1993

Tra il 1991 e il 1993 Kasparov dominò quasi incontrastato la scena mondiale degli scacchi, complice anche un calo di rendimento del grande rivale Karpov, vincendo numerosi tornei (Tilburg 1991, Linares 1992 e 1993, Dortmund 1992 per citare i più importanti). Alle Olimpiadi di Manila del 1992 non riuscì a ripetere la tripletta delle edizioni 1986 e 1988: vinse infatti l'oro a squadre e quello individuale in prima scacchiera ma fu superato dal giovane Vladimir Kramnik nella competizione relativa alla performance Elo, dovendosi accontentare dell'argento.
Nel 1993 il campione era chiamato a difendere il proprio titolo. Stavolta lo sfidante fu il britannico Nigel Short, che nella semifinale del torneo dei candidati aveva sconfitto Karpov e in finale Jan Timman. Tuttavia anche stavolta le cose non andarono come previsto, in quanto Kasparov polemizzò con il presidente Florencio Campomanes, accusandolo di aver scelto autonomamente la sede dell'incontro (invece che di comune accordo con gli sfidanti, come previsto dagli accordi preliminari) e che a causa della complessa procedura per la candidatura da lui stabilita si erano fatti avanti pochi sponsor ed il montepremi pertanto non era appropriato al livello della sfida. A peggiorare la situazione ci fu la scelta di Campomanes, vista la scarsità di fondi per il campionato, di garantire alla FIDE i propri introiti utilizzando una grossa fetta del montepremi, riducendo ulteriormente la quota destinata ai due giocatori coinvolti.
Va segnalato che l'astio tra Kasparov e Campomanes risaliva già al 1985, quando il giovane Garri accusò il presidente di averlo volontariamente danneggiato sospendendo il match valido per il campionato mondiale; due anni dopo Kasparov creò e divenne presidente della Grandmasters Association (GMA), una sorta di sindacato dei giocatori professionisti di scacchi che aveva come fine quello di aumentare il peso del volere dei giocatori nell'organizzazione dello scacchismo mondiale. Alla fine degli anni '80 la GMA iniziò anche ad organizzare tornei (formalmente sotto l'egida della FIDE, godendo però di ampia autonomia), acquisendo insieme al suo presidente un peso politico sempre maggiore, ovviamente guardato con fastidio da Campomanes. A gettare benzina sul fuoco vi era il fatto che dopo il pareggio del mondiale 1987 Campomanes appoggiò le osservazioni di chi riteneva che fosse ora di iniziare a valutare l'introduzione di un sistema di spareggio ed abolire il secolare privilegio (risalente agli albori del campionato del mondo) che permetteva al campione di conservare il titolo in caso di parità. La proposta fu avanzata da Karpov (con l'appoggio di Campomanes) anche in sede di trattative per il mondiale 1990, tuttavia in entrambe le occasioni il campione fu inamovibile e non accettò nessuna trattativa in tal senso, vedendo questi tentativi di modifica alle regole come un attacco personale del presidente della FIDE alla propria corona mondiale.
Questo screzio deteriorò fino al punto di non ritorno il rapporto tra i due uomini forti degli scacchi e pertanto Kasparov, dopo essersi accertato degli intenti collaborativi di Short, abbandonò la FIDE insieme allo sfidante e fondò la Professional Chess Association (PCA) con cui avrebbe disputato il match valido per il titolo mondiale. La sfida iniziò il 7 settembre a Londra e non ebbe storia: Kasparov vinse con molta facilità, portandosi sul 3-0 già dopo 4 partite, battendo l'avversario dopo 20 delle 24 partite (6 vittorie contro 1) col punteggio di 12,5-7,5, un margine che Karpov non gli aveva mai concesso in tutte le loro sfide passate.
Contemporaneamente la FIDE dichiarò decaduto Kasparov e squalificò lo sfidante, organizzando un match tra Karpov e Timman (gli ultimi due giocatori eliminati da Short nel torneo dei candidati). Anche questa sfida si rivelò poco avvincente e Karpov vinse agevolmente 12,5-8,5 (sei vittorie a due) in 21 partite (su 24 inizialmente previste). Al di là degli incidenti di percorso Karpov e Kasparov avevano dimostrato di essere ancora indubbiamente i più forti scacchisti al mondo.

### 1993-1995: campione del mondo PCA

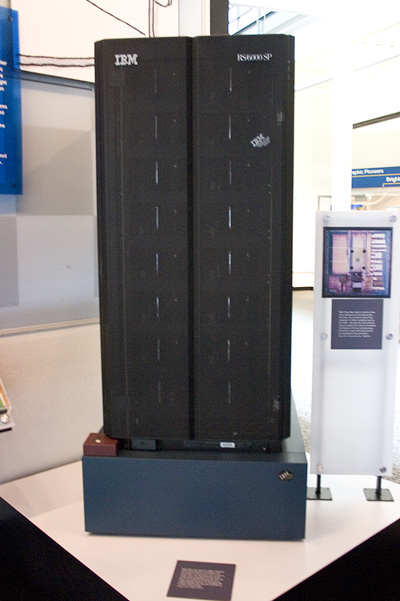
Deep Blue

Dopo l'entusiasmo iniziale, che portò molti giocatori dalla parte di Kasparov, per la PCA iniziarono ben presto i problemi. Infatti gli organizzatori dei tornei più antichi ed importanti, particolarmente vicini alla FIDE, rifiutarono la partecipazione dei giocatori PCA. La situazione venne risolta quando fu permesso ai giocatori di appartenere contemporaneamente ad entrambe le federazioni e lo stesso Kasparov riprese a partecipare a tornei di alto livello, continuando a vincerne diversi. Alle olimpiadi del 1994 la sua prestazione fu decisamente più deludente, mancando per la prima volta una medaglia individuale, vincendo unicamente l'oro a squadre con la nazionale russa.
Nel 1995 Kasparov rimise in gioco il titolo mondiale contro Viswanathan Anand, vincitore del ciclo dei candidati PCA, in una sfida al meglio delle 20 partite. Ancora una volta Kasparov difese il titolo sconfiggendo 10,5-7,5 il giovane astro nascente indiano. A fine anno venne assegnato, per la prima volta dall'interruzione del 1988, l'Oscar degli scacchi e Kasparov vinse per la settima volta in carriera il premio.
Alle olimpiadi di Erevan nel 1996 mancò la tripletta di ori per un soffio, vincendo oro a squadre e performance Elo, ma arrivando secondo nella competizione individuale come prima scacchiera dietro Mohamad Al-Modiahki.

### 1996-1997: la doppia sfida contro Deep Blue

Schema della partita Deep Blue contro Kasparov del 1996

Nel 1996 e nel 1997 Kasparov giocò una coppia di sfide contro il supercomputer IBM Deep Blue.
La prima sfida si disputò a Filadelfia a partire dal 10 febbraio 1996. Nella prima partita ci fu la sorprendente vittoria del computer: si trattava infatti della prima volta nella storia che un computer sconfiggeva il campione del mondo di scacchi in una normale partita con regole ufficiali. Tuttavia il campione del mondo riuscì successivamente a vincere 3 delle restanti 5 partite aggiudicandosi il match per 4-2.
L'anno seguente Kasparov giocò una nuova sfida in sei partite contro una versione aggiornata del supercomputer (soprannominata non ufficialmente Deeper Blue). Il campione del mondo vinse abbastanza agevolmente la prima partita, ma perse la seconda e dopo una sequenza di tre patte perse anche l'ultima in appena 19 mosse, definendola la peggiore sconfitta della propria carriera. Dopo aver perso il match Kasparov polemizzò con la IBM in quanto riteneva che durante la sfida (soprattutto tra la prima e la seconda gara) la forza del computer fosse sensibilmente aumentata, soprattutto in riferimento ad alcune trappole di fine partita in cui il computer era precedentemente caduto. Per Kasparov questo improvviso aumento delle capacità logiche è spiegabile solo con l'aiuto da parte di un abile giocatore umano, ad aumentare il sospetto inoltre vi era il fatto che la macchina era collocata in un ufficio della IBM e non nella sala in cui si disputavano le partite e che i dati venivano inviati tramite una terza persona. Kasparov chiese di poter esaminare i tabulati dell'elaboratore (diritto previsto dal contratto stipulato prima del match) e di organizzare una rivincita, ma la IBM rifiutò entrambe le richieste e ritirò Deep Blue.

### La perdita del titolo mondiale PCA

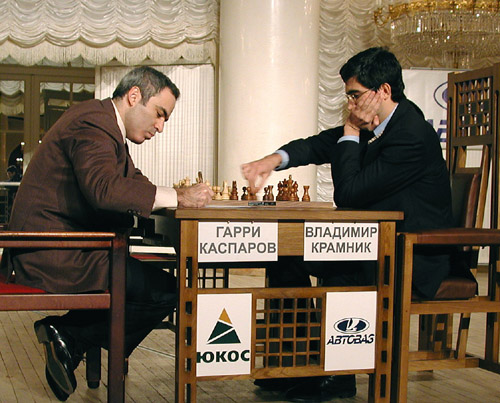
Kasparov e Kramnik al Tal Memorial del 2001

Nella seconda metà del decennio Kasparov continuò a confermarsi il giocatore più forte del mondo, vincendo tornei di altissimo livello (Las Palmas 1996, Linares 1997, 1999 e 2000, Novgorod 1997, Tilburg 1997, Sarajevo 1999 e 2000, Wijk aan Zee 1999 e 2000). Venne inoltre premiato come miglior giocatore del mondo nel 1996 e 1999.
Alle soddisfazioni professionali come scacchista tuttavia non ne corrisposero altrettante dal punto di vista gestionale come presidente della PCA. Il campione non aveva considerato che accettando la sfida con il supercomputer IBM irritò il principale sponsor della PCA, ovvero la Intel, che ritirò i propri fondi lasciando la federazione dissidente senza risorse. A causa di questi problemi le attività della PCA si ridussero rapidamente fino ad arrivare all'impossibilità di poter disputare un torneo per scegliere uno sfidante al titolo mondiale (previsto nel 1998), e quindi al fallimento.
Kasparov tentò di organizzare un match per il titolo mondiale prima contro Anand e poi contro Aleksej Širov, tentò anche di negoziare la riunificazione del titolo mondiale con il nuovo presidente della FIDE Kirsan Iljumžinov (succeduto all'odiato Campomanes nel 1995): Dopo queste alterne vicende nel 2000 Kasparov riuscì finalmente a trovare l'appoggio di Braingames che sponsorizzò l'evento. Non essendoci né tempo né modo di organizzare un ciclo di qualificazioni Kasparov scelse di sua iniziativa, basandosi sulla classifica mondiale Elo, uno sfidante: Vladimir Kramnik. La sfida mondiale si tenne a Londra e con grande sorpresa di tutti fu vinta dallo sfidante per 8,5 a 6,5 (due vittorie a zero), oltre alla perdita del titolo per Kasparov ci fu l'amara constatazione che per la prima volta nella sua carriera usciva sconfitto da un match senza aver vinto nemmeno una partita.

### Ultimo periodo di gioco agonistico

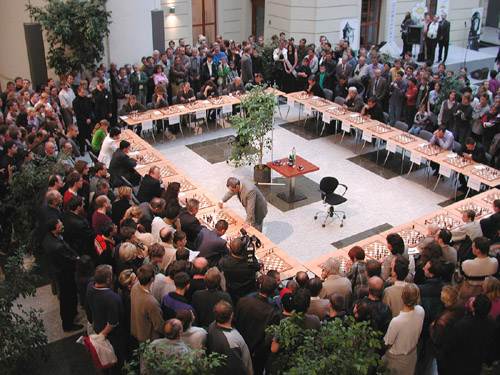
Impegnato in una simultanea

Dopo la perdita del titolo mondiale Kasparov continuò a partecipare ai maggiori tornei del mondo, cogliendo diversi successi (Linares 2001 e 2002, Wijk aan Zee 2001, Astana 2001); grazie a questi risultati vinse gli ultimi due oscar degli scacchi della sua carriera nel 2001 e nel 2002, portando il suo totale ad 11 oscar, superando il record dei 9 premi di Karpov. Nel 2002 prese parte per l'ultima volta in carriera alle olimpiadi, vincendo le ultime due medaglie d'oro nella competizione a squadre e per la performance Elo. Complessivamente in otto partecipazioni alle olimpiadi Kasparov ha giocato 82 partite vincendone 50, pareggiandone 29 e perdendone 3. Ha vinto 19 medaglie: 8 ori a squadre (tutte le volte in cui partecipò), 7 ori individuali, 2 argenti individuali e 2 bronzi individuali.
Sempre nel 2002 partecipò al terzo match URSS - Resto del mondo, perdendo contro l'ungherese Judit Polgár. Nel 1989 Kasparov, interrogato sulle motivazioni della scarsa presenza femminile negli scacchi di massimo livello e su se condividesse o meno le dichiarazioni misogine del suo predecessore Bobby Fischer, aveva espresso dubbi sulle capacità delle donne scacchiste parlando di "imperfezioni della psiche femminile" per cui "nessuna donna può sostenere una battaglia prolungata", ma dopo aver perso al gioco rapido cambiò idea dicendo che "le Polgár hanno dimostrato che non ci sono limitazioni intrinseche alle loro capacità".
A partire dal 2003 il suo rendimento iniziò a calare ed egli in risposta ridusse il numero di partecipazioni ufficiali concentrandosi maggiormente sull'insegnamento (nel 1997 a Tel Aviv aveva aperto l'Accademia degli scacchi).
Nel 2004 vinse per la prima volta in carriera il Campionato russo di scacchi, ultimo titolo mancante nel suo palmarès. L'anno seguente colse l'ultimo grande successo della propria carriera vincendo per la nona volta in carriera (record) il torneo di Linares. Poco tempo dopo, il 10 marzo 2005, annunciò ufficialmente il ritiro; da allora ha giocato occasionalmente in alcuni tornei ed incontri di esibizione.

### Dopo il ritiro

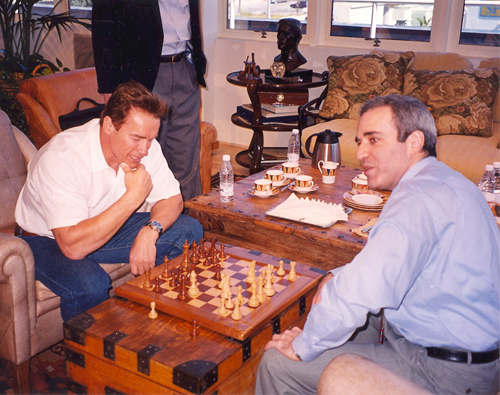
Assieme all'allora Governatore della California Arnold Schwarzenegger

Dopo il ritiro dalle competizioni Kasparov ha intrapreso l'attività di allenatore di alcuni dei più forti giocatori del mondo. Tra i giocatori che si sono avvalsi della sua collaborazione ci sono il norvegese Magnus Carlsen (2009-2010), l'indiano Viswanathan Anand (nel match mondiale contro Veselin Topalov del 2010) e lo statunitense Hikaru Nakamura (2011).
Nonostante il ritiro dall'agonismo Kasparov ha continuato a prendere parte ad alcuni match, tornei di esibizioni o con partite lampo. La sua prima uscita dopo il ritiro ufficiale fu nel 2006 la partecipazione al Lichthof Chess Champions Tournament, un torneo di gioco blitz (5 minuti di tempo più 3 secondi per mossa). Kasparov vinse il torneo con 4,5/6 a pari merito con Karpov.
Il 21 settembre 2009 Kasparov ha affrontato a Valencia il suo storico rivale Anatolij Evgen'evič Karpov in una sfida-esibizione, esattamente 25 anni dopo lo storico incontro mondiale tra i due, definito da alcuni il più importante match della storia degli scacchi, vincendo per 9-3 (+8, =2, -2).
Nel 2011 ha giocato due match di esibizione. Il primo contro il GM francese Maxime Vachier-Lagrave a Clichy, Kasparov ha vinto 1,5-0,5. Il secondo fu una sfida blitz in 8 partite, anche in questa occasione l'ex campione del mondo si è imposto per 4,5-3,5.
Nel 2012 in occasione del centenario della nascita di Alan Turing ha giocato una partita di esibizione contro il programma creato dal matematico britannico Turochamp.

### Candidatura alla presidenza FIDE
Il 7 ottobre 2013 Kasparov annunciò la propria candidatura alla presidenza della FIDE. La sua candidatura è stata supportata da molti giocatori (tra cui il suo ex allievo Magnus Carlsen), ma è stato sconfitto nella votazione finale per 110-61 dal presidente uscente Kirsan Iljumžinov.

### Occasionale ritorno alle competizioni
Sin dalla sua fondazione nel 2015 è uno dei principali organizzatori del Grand Chess Tour, circuito di tornei di élite ai quali partecipa occasionalmente nelle tappe con cadenze veloci.
Il 28 e 29 aprile 2016 Kasparov ha giocato a scacchi contro alcuni dei migliori giocatori del mondo, i primi tre classificati degli Stati Uniti in un torneo lampo senza punteggio. Gli avversari sono stati Fabiano Caruana, Wesley So e Hikaru Nakamura. I quattro si sono affrontati in tre round-robin per un totale di 18 partite, con piccole pause tra ogni incontro (1-2 minuti) e pause più ampie ogni round-robin (10-15 minuti). Il tempo di gioco era di cinque minuti con un ritardo di tre secondi (non incremento). Kasparov ha chiuso 3° con 9,5 punti (+2 =3 -1 contro il vincitore Nakamura, +1 =2 -3 contro So e +1 =2 -3 contro l'ultimo classificato Caruana.
Il 14 agosto 2017 segna il suo ritorno alle competizioni ufficiali, partecipando come wild card al St. Louis Rapid & Blitz (un evento quindi a cadenza rapid e blitz), penultima tappa del Grand Chess Tour 2017.. Il Presidente della FIDE Kirsan Iljumžinov ha annunciato che il suo risultato sarà eventualmente omologato dopo la decisione della Commissione etica della FIDE poiché Kasparov è stato squalificato per due anni nel 2015.. Kasparov ha definito il suo rientro come "una vacanza di cinque giorni" e ha dichiarato che donerà quanto vinto alla Fondazione da lui creata per lo sviluppo degli scacchi in Africa.
Tra l'11 e il 14 settembre 2018 disputa a Saint Louis all'interno del Champions Showdown un match di esibizione di scacchi 960 a cadenza rapid e blitz contro Veselin Topalov, chiudendo sconfitto per 11.5 a 14.5.
Nel dicembre 2018 partecipa alla Pro-Biz Cup, evento di beneficenza a favore della Chess in Schools and Communities. Disputatasi all'interno del London Chess Classic, si è trattata di una competizione a gioco rapido nella quale professionisti giocavano in coppia con dilettanti, alternandosi alla scacchiera una mossa a testa. Kasparov era accoppiato a Terry Chapman, imprenditore britannico. La coppia ha ottenuto 1 punto sui 3 possibili.
Dal 2 al 5 settembre 2019 partecipa nuovamente al rapid e blitz Champions Showdown 960 di Saint Louis: viene battuto da Fabiano Caruana per 7 a 19.
Nel settembre 2020 disputa il Champions Showdown: Chess 9LX, un evento online di Scacchi960 a cadenza 20+10, che chiude 8º su 10 partecipanti.
Nel luglio 2021 partecipa come wild card alla tappa di Zagabria del Grand Chess Tour: disputa unicamente la sezione Blitz (era in coppia con Ivan Šarić, che ha disputato quella Rapid), nella quale ottiene 2 punti e ½ e su 18 che lo lasciano all'ultimo posto. La coppia giungerà penultima nella combinata. Di settembre è la sua nuova partecipazione al Champions Showdown: Chess 9LX: disputato in questa occasione in presenza a cadenza 20+10, l'evento lo vede giungere 5º su 10 con 5 su 9.

## Risultati contro i principali avversari
Di seguito sono elencati i risultati complessivi contro alcuni dei principali avversari. Le partite rapide, blitz e alla cieca non sono incluse.
  Anatolij Karpov  +28 –21 =129 

  Viktor Korčnoj  +14 –1 =17 

  Vladimir Kramnik  +4 –5 =40 

  Viswanathan Anand  +16 –4 =31 

  Vasyl' Ivančuk  +11 –4 =22 

  Veselin Topalov  +10 –3 =14 

  Aleksandr Morozevič  +3 –0 =4 

  Jan Timman  +19 –2 =19 

  Nigel Short  +22 –2 =26 

  Michael Adams  +10 –0 =8 

  Gata Kamskij  +6 –1 =3 

  Boris Gelfand  +6 –0 =4 

  Tony Miles  +6 –0 =4 

  Boris Gul'ko  +1 –3 =3 

  Ljubomir Ljubojević  +9 –0 =8 

  Aleksej Širov  +15 –0 =14 

  Artur Jusupov  +11 –1 =10 

  Pëtr Svidler  +6 –2 =4

## Impegno in politica

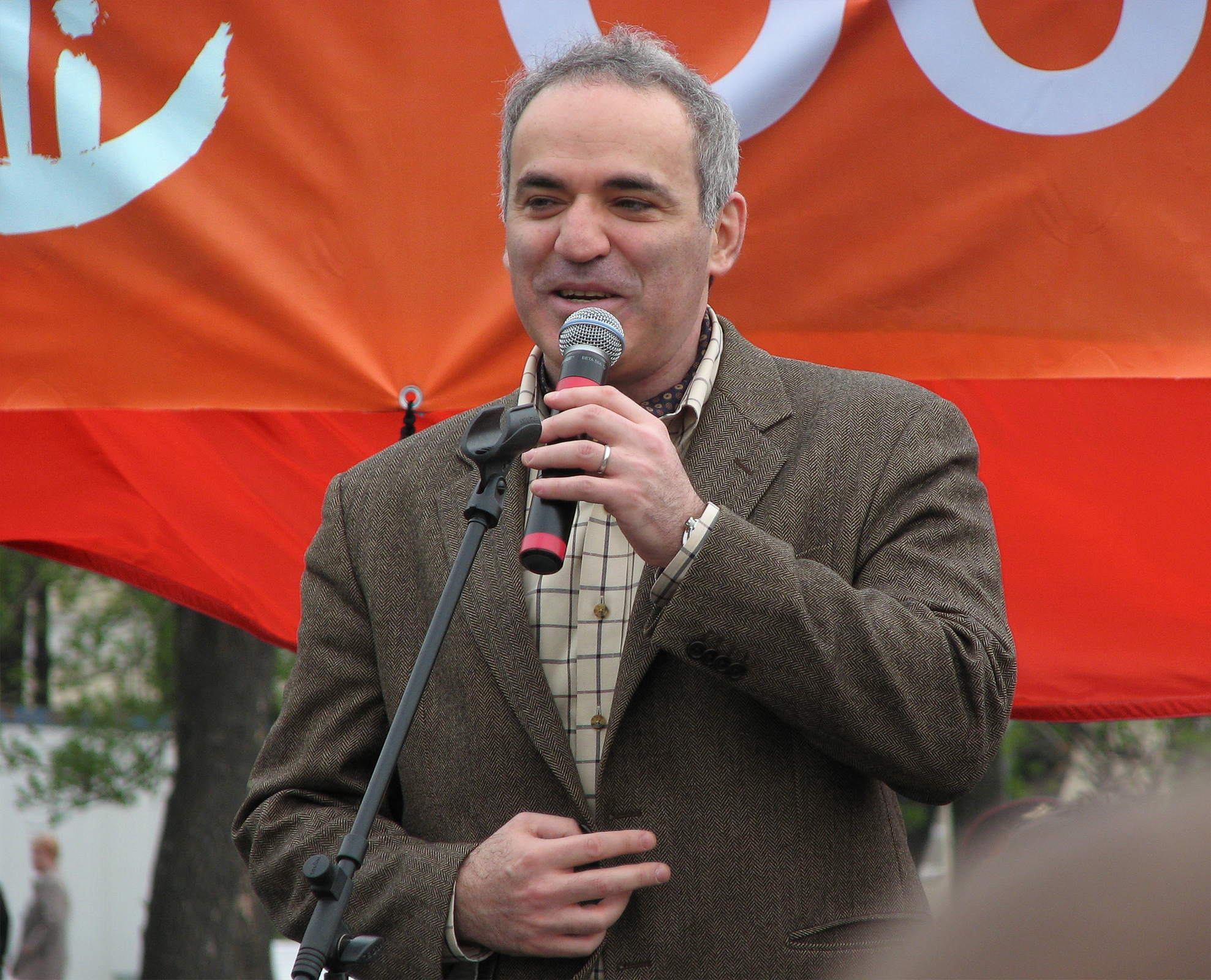
Kasparov durante un comizio nel 2010

In gioventù Kasparov si costruì una nomea di ribelle politico, al punto che nel 1984 gli fu impedito di andare negli Stati Uniti per affrontare Viktor Korčnoj, segnalazione che da parte della Federazione Sovietica il boicottaggio al rifugiato politico Korčnoj aveva la precedenza sulla carriera del giovane Kasparov. Si iscrisse lo stesso anno al Partito Comunista dell'Unione Sovietica e nel 1987 divenne membro del comitato centrale del Komsomol per poi lasciare il partito nel 1990.
Dopo la caduta dell'Unione Sovietica Garri ebbe parte attiva nella fondazione del Partito Democratico di Russia e supportò attivamente il candidato alla presidenza Boris El'cin nelle elezioni del 1996. Verso la metà degli anni 2000 ha poi avuto inizio il suo impegno politico diretto contro il presidente russo, Vladimir Putin, che lo porterà a divenire nel 2005 leader e fondatore del partito Fronte Civile Unito, un movimento sociale e politico ispirato a ideali di liberalismo sociale e socialdemocrazia, fortemente opposto a Russia Unita, il partito conservatore guidato da Vladimir Putin a cui tra l'altro aderì anche il suo storico rivale Anatolij Karpov.

Il 13 aprile 2007, in seguito a tumulti scoppiati a Mosca in piazza Puškin, Kasparov è stato prima fermato e poi arrestato dalla polizia russa, perché manifestava, insieme ad altri militanti della coalizione "L'Altra Russia" (un'alleanza trasversale anti-governativa che andava da comunisti a nazionalisti), contro Putin. Kasparov è stato rilasciato dieci ore dopo e in seguito al pagamento di mille rubli di multa (circa 29 euro). Kasparov viene fermato una seconda volta all'aeroporto di Mosca il 18 maggio dello stesso anno, insieme ad alcuni attivisti de "L'Altra Russia". Essi volevano infatti partire per Samara, dove si stava svolgendo l'incontro tra Russia e Unione europea, con lo scopo di organizzare una marcia del dissenso. Le autorità russe hanno però bloccato Kasparov, i suoi compagni ed anche alcuni giornalisti, impedendo loro di partire. Il 24 novembre 2007 Kasparov viene arrestato a Mosca per aver partecipato ad una manifestazione non autorizzata, organizzata in vista delle elezioni parlamentari russe. La condanna questa volta è a 5 giorni di carcere.

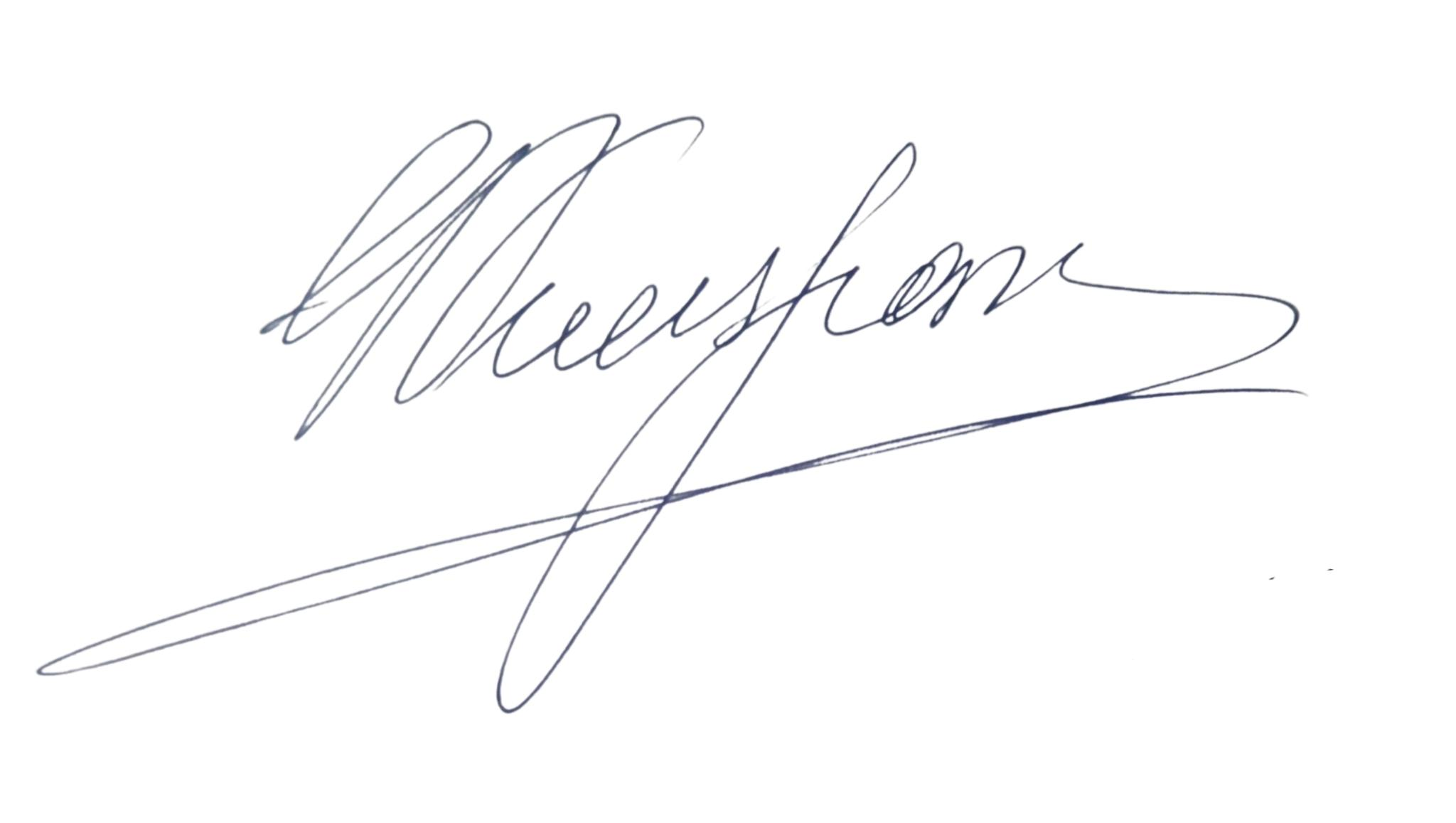
L'autografo di Garri Kasparov

Lo stesso anno ricevette delle minacce di morte dalla Cecenia, dopo che definì "bandito" il presidente locale Ramzan Kadyrov.
Nel 2008 Kasparov è entrato a far parte di Solidarnost', gruppo politico liberale, antifascista e anticomunista di cui è tra i promotori, e in seguito del Consiglio di Coordinamento dell'Opposizione Russa (2012-2013), con un programma di lotta all'autoritarismo, alla corruzione e in favore della lustrazione (epurazione dei coinvolti con il regime, definita "deputinizzazione") e in sostegno dei diritti umani.:

Il 17 agosto 2012 lo scacchista russo è stato arrestato mentre si trovava con un gruppo di giornalisti e rilasciava delle interviste in prossimità del tribunale di Mosca, davanti al quale era in corso una manifestazione contro l'arresto del gruppo punk rock Pussy Riot. Kasparov ha dichiarato di essere stato arrestato senza motivo e di essere stato picchiato dagli agenti all'interno del furgone della polizia, fino quasi a fratturargli una gamba. Il già campione del mondo è stato successivamente accusato di aver morso alla mano un tenente della polizia impegnato nel suo arresto, reato che in Russia prevede come pena fino a cinque anni di reclusione.. Kasparov contesta le accuse e ha mostrato delle riprese video dell'arresto, che mostrano entrambe le mani dell'agente che lo accusa: esse appaiono in perfetta salute prima, durante e dopo l'arresto. 
In seguito a questa crescente campagna di intimidazione, Kasparov nel 2013 cominciò a risiedere abitualmente a New York e il 28 gennaio 2014 ottenne la cittadinanza della Croazia, dove da anni trascorreva le vacanze in una sua villa a Makarska, pur non avendo rinunciato ufficialmente alla cittadinanza russa.
È stato presidente della Human Rights Foundation fino al 1° luglio 2024, quando l'incarico è passato a Julija Naval'naja, a cui peraltro in seguito non ha risparmiato critiche. Riguardo al lavoro della Fondazione Anti-corruzione dopo la morte di Aleksej Naval'nyj Kasparov sostiene che «la corruzione russa aiuta l'Ucraina: più funzionari russi rubano, meno missili cadranno sui parchi giochi e sugli ospedali ucraini. Combattere la corruzione russa oggi significa aiutare Putin a combattere e uccidere». Ha manifestato però apprezzamento per Aleksej Naval'nyj, oltre che Boris Nemcov, i due leader assassinati dal regime. Kasparov è un forte critico anche di buona parte della dissidenza russa all'estero, che considera troppo morbida e che ha apostrofato come "marmaglia liberale che vive di sovvenzioni e ha continuato a ripetere per anni che la Russia si sta muovendo lungo la via dell'evoluzione", nonché dei politici dell'Occidente a suo avviso troppo accomodanti con Putin: "temo preferiscano che i dissidenti siano martiri. Possono lasciare fiori e dire belle parole mentre negoziano con l'assassino. Nessuno contesta tale ipocrisia. Naval'nyj è stato prima di tutto e sempre un combattente e, a meno non combattano, Biden, il tedesco Olaf Scholz e gli altri dovrebbero tenere il suo nome lontano dalle loro lingue biforcute".
Nel 2017 ha fondato l'organizzazione Renew Democracy Initiative.
Kasparov ha condannato l'annessione della Crimea nel 2014 e l'invasione dell'Ucraina da parte della Russia nel 2022 da lui paventata da diversi anni, accusando la Russia a più riprese di "commettere un genocidio", e scrivendo su Twitter: "L'unico modo in cui tutto questo possa davvero finire è con la caduta del regime di Putin attraverso il crollo dell'economia russa e la sconfitta in Ucraina". Crede anche che "bisogna mantenere alta la pressione" in termini di sanzioni e condanne contro le azioni della Russia e si è unito ad altre importanti figure russe in esilio per formare il Comitato contro la guerra della Russia. Ha affermato quindi che la Russia dovrebbe essere, tramite le sanzioni, "riportata all'età della pietra per garantire che l'industria petrolifera e del gas e qualsiasi altra industria sensibile, vitale per la sopravvivenza del regime, non possa funzionare senza il supporto tecnologico occidentale".
Il 20 maggio 2022, Kasparov è stato designato come "agente straniero" dal Ministero della Giustizia della Federazione Russa.
Nel maggio 2023, insieme a un folto gruppo di compagni di esilio, Kasparov ha partecipato alla stesura della "Dichiarazione delle Forze Democratiche Russe" di Mikhail Khodorkovsky.
Il 4 agosto 2023, Kasparov ha partecipato a il programma radiofonico Open to Debate. In un dibattito con Charles Kupchan, si è espresso a favore dell'ammissione dell'Ucraina nella NATO e contro qualsiasi forma di pacificazione nei confronti di Putin.
Nel marzo 2024, la Russia ha inserito Kasparov nella sua lista di "terroristi ed estremisti" dell'agenzia di intelligence finanziaria Rosfinmonitoring. Kasparov ha risposto che per lui è "un onore che il mio nome sia su quella lista, un fatto che racconta più del regime fascista di Putin di quanto dica di me. Come spiegava Goldwater, l'estremismo nella difesa della libertà non è un vizio e la moderazione nel perseguimento della giustizia non è una virtù. Tutta l'opposizione, o solo la semplice decenza, viene chiamata estremismo dalle dittature".
Il 24 aprile 2024, un tribunale della regione russa dei Komi ha emesso contro di lui un mandato di arresto con l'accusa di aver creato e guidato un gruppo "terroristico", il consiglio politico Forum Russia Libera, di cui fa parte il parlamentare russo-ucraino Il'ja Ponomarëv, considerato il capo politico della Legione "Libertà alla Russia" (corpo militare volontario di oppositori e disertori russi che combatte con le Forze armate ucraine).
Suscitando polemiche anche fra alcuni oppositori di Putin all'estero quali Vladimir Kara-Murza, e interni come Aleksandr Podrabinek, nel 2025 Kasparov ha scritto che «con ogni attacco russo all'Ucraina, la vergognosa menzogna sulla "guerra di Putin" si sgretola. Questa non è la guerra di Putin. Questa è la guerra della Russia. Smettetela di mentire all'Occidente dicendo che in Russia esiste un movimento contro la guerra. C'è un certo numero di persone perbene che restano in silenzio. Ma questi sono solo alcuni esempi nel contesto generale. Alcune persone sono in prigione, ma non ci sono finite perché sognavano un'impresa eroica. Ci sono solo pochi eroi come Skobov e Gorinov [...] La Russia di Putin oggi è un nemico, come la Germania nazista. Pertanto, dobbiamo aiutare l'Ucraina a vincere la guerra e, sì, dobbiamo fornire all'Ucraina missili che possano volare sulla città di Mosca. Questa è una posizione fondamentale che chiunque si consideri un patriota russo deve assumere».
Kasparov si è espresso a favore dello stato d'Israele e contro Hamas e Hezbollah, da egli ritenuti un unico fronte antidemocratico insieme alle autocrazie della Russia di Putin e dell'Iran degli ayatollah, sostenendo che per il raggiungimento della pace internazionale siano necessari dei cambi di regime in entrambe le nazioni. Si è espresso anche contro il governo di Erdogan in Turchia e la monarchia dell'Arabia Saudita e ha aspramente criticato Donald Trump e Elon Musk, accusandoli sia per la loro posizione verso Putin che di voler creare negli Stati Uniti un sistema autoritario, a imitazione del putinismo, tramite quella che ha definito "putinizzazione dell'America", invitando l'Unione europea a staccarsi politicamente da essi.

## Videogiochi
Gli è stato anche dedicato un videogioco dal titolo Virtual Kasparov, sviluppato per Playstation e Game Boy Advance. Il gioco contiene anche delle interviste e dei trucchi dati dai più importanti scacchisti, tra cui lo stesso Kasparov.

### Kasparov Chess
Ad aprile del 2021 lancia il server di scacchi Kasparov Chess in collaborazione con la compagnia francese Vivendi. Il sito copre il broadcasting dei tornei del Grand Chess Tour del 2021. Kasparov aveva fondato una società e un sito omonimi tra il 1999 e il 2000, raccogliendo una somma ingente da investitori e istituti di credito, ma l'operazione non andò a buon fine e il sito chiuse un paio di anni dopo. Nel 2002 la First International Bank of Israel fece causa a Kasparov in Delaware, pretendendo i diritti senza limiti di tempo sul nome e sull'immagine del campione russo in cambio dell'investimento andato perduto, ma la causa fu respinta dalla magistratura statunitense all'alba del 2003.

## Opere
Si elencano solo le traduzioni in lingua italiana.
- Garri Kasparov, Le mie partite, Prisma, 1984.
- Garri Kasparov, Kasparov insegna gli scacchi, Mursia, 1985, ISBN 88-425-1469-1.
- Garri Kasparov e Aleksandr Nikitin, La difesa siciliana: sistemi con …e6 e …d6, Mursia, 1989, ISBN 88-425-0197-2.
- Garri Kasparov, Geller, Lein e Chepizhny, Kasparov-Karpov 5: la sfida continua, Prisma, 1991, ISBN 88-7264-026-1.
- Garri Kasparov, Sfida senza fine, Prisma, 1992, ISBN 88-7264-030-X.
- I miei grandi predecessori - vol. 1: Da Steinitz ad Alekhine (2003), Edizioni Ediscere (ISBN 88-88928-00-6)
- I miei grandi predecessori - vol. 2: Da Euwe a Tal (2004), Edizioni Ediscere (ISBN 88-88928-04-9)
- I miei grandi predecessori - vol. 3: Da Petrosjan a Spasskij (2005), Edizioni Ediscere.
- I miei grandi predecessori - vol. 4: Fischer e le stelle d'Occidente (2006), Edizioni Ediscere (ISBN 88-88928-22-7)
- I miei grandi predecessori - vol. 5: Korcnoj, Karpov (2007), Edizioni Ediscere (ISBN 88-88928-13-8)
- Scacco matto! Il tuo primo libro degli scacchi (2004), DeAgostini (ISBN 88-418-2798-X)
- Gli scacchi, la vita (2007), Mondadori (ISBN 978-88-04-57316-6)
- La rivoluzione teorica degli anni Settanta" (2008), Edizioni Ediscere (ISBN 88-88928-37-5)
- Kasparov-resto del mondo (2008), Edizioni Ediscere (ISBN 978-88-88928-38-8)
- Scacco matto a Putin (2014), Isbn edizioni (ISBN 978-88-76384-77-6)
- Deep thinking (con Mig Greengard) (2019), Fandango Libri (ISBN 978-88-60445-70-4)

## Vita privata
Kasparov si è sposato tre volte: la prima volta con Maša, da cui ha avuto una figlia. Poi con Julija, da cui ha avuto il secondo figlio ed infine con Dar'ja, da cui ha avuto il terzo figlio.